# 中型居殼蟹
中型居殼蟹（学名：Conchoecetes intermedius），又名中型平殼蟹，为綿蟹科居殼蟹屬下的一个种。